# マルコ・ドツィッチ
マルコ・ドツィッチ（Marko Docić (セルビア語: Марко Доцић、1993年4月21日 - ）は、セルビア・ベオグラード出身のプロサッカー選手。チュカリチュキ所属。ポジションは、ミッドフィールダー（守備的ミッドフィールダー）。